# Шюрер, Герхард
Пауль Герхард Шюрер (нем. Paul Gerhard Schürer, 14 апреля 1921, Цвикау — 22 декабря 2010, Берлин) — восточногерманский государственный деятель, член Политбюро ЦК СЕПГ, председатель Государственной плановой комиссии ГДР (1965—1989).

## Биография
Во время Второй мировой войны был лётным ВВС в Дрездене. Затем работал механиком и водителем. В 1951 г. окончил экономическую школу управления в районе Митвайда, был назначен в аппарат, а затем — начальником отдела в Госплане ГДР.
В 1948 г. вступил в СЕПГ. До 1955 г. — сотрудник департамента планирования и финансов при ЦК СЕПГ. После окончания в 1960 г. ВПШ при ЦК КПСС в 1960—1962 гг. — заведующий отделом планирования, финансов и технологического развития ЦК СЕПГ, член экономической комиссии при Политбюро ЦК СЕПГ.
В 1962—1965 гг. — заместитель председателя,
в 1965—1989 гг. — председатель Государственной плановой комиссии ГДР, одновременно с 1966 г. — сопредседатель Совместной межправительственной комиссии по экономическому и научно-техническому сотрудничеству ГДР-СССР.
Член ЦК СЕПГ с 1963 г., член Политбюро ЦК СЕПГ (1973—1989). С 1967 г. член Народной палаты ГДР. Пытался противостоять консервативному подходу в развитии восточногерманской экономики, сторонником которого был член Политбюро, секретарь ЦК СЕПГ по экономике Гюнтер Миттаг. В начале 1980-х гг. предупреждал лидера ГДР Эриха Хонеккера о неблагоприятном положении в народном хозяйстве страны, за что был охарактеризован последним как «саботажник».
В 1989 году подготовил с рядом других высокопоставленных функционеров на имя тогдашнего лидера СЕПГ Эгона Кренца документ о плачевном состоянии экономики страны, который получил неофициальное название «доклад Шюрера». В том же году вместе с председателем Совета Министров ГДР Вилли Штофом ушёл на пенсию. В январе 1990 году был исключен из СЕПГ, прокуратура ГДР пыталась привлечь его к ответственности по обвинению за преступные злоупотребления доверием. После объединения Германии работал консультантом в концерне Dussmann.

## Награды и звания
Награждён орденами Заслуг перед Отечеством (1971), орденом Карла Маркса (1981), чехословацким орденом Дружбы (1981) и советским орденом Дружбы народов (1989).